# Onthophagus hulstaerti
Onthophagus hulstaerti är en skalbaggsart som beskrevs av Antoine Boucomont 1932. Onthophagus hulstaerti ingår i släktet Onthophagus och familjen bladhorningar. Inga underarter finns listade i Catalogue of Life.